# フェルナンド・デ・ラ・ルア
フェルナンド・デ・ラ・ルア（スペイン語: Fernando de la Rúa、1937年9月15日 - 2019年7月9日）は、アルゼンチンの政治家。労働・正義・教育のための同盟（急進市民同盟と国家連帯前線の政治同盟）に所属し、1999年から2001年まで大統領を務めた。姓はデ・ラ・ルーアとも表記される。

## 経歴
アントニオ・デ・ラ・ルアと妻エレオノーラ・ブルノの子として、コルドバに生まれる。地元の軍事学校を経て、コルドバ国立大学から法学の学士号を取得。裁判官の父が中道・急進市民同盟 (UCR) の熱心な支持者だったことから若くして政治にかかわり、1963年にアルトゥロ・イリャ政権の内務相に抜てきされた。1970年にブエノスアイレスの名士の娘と結婚し、3子をもうけた。長男のアントニオ・デ・ラ・ルアはシャキーラを世に送り出したプロデューサーである。
1973年の上院選でブエノスアイレス市選挙区から出馬し、国政デビュー。数か月後には同年9月の大統領選でUCRのリカルド・バルビン議員の副大統領候補に指名されたが、フアン・ペロンに大差で敗れた。36歳という若さから、チュペテ（おしゃぶり）のあだ名をつけられた。
1976年のクーデター後はブエノスアイレス大学で刑法学を教えるかたわら、法律論の書物を4冊著した。民主政復古にともなう1983年の上院選で、圧倒的な支持を得てブエノスアイレス市選挙区から再選。経済危機のあおりを受けUCR候補が大苦戦した1989年の上院選でも、デ・ラ・ルアは正義党と民主中央同盟（ウセデ）の選挙協力の裏をかいくぐり勝利した。
ブエノスアイレス市の選挙民から1991年に下院議員に選ばれたが、翌年の特別選挙で上院に返り咲いた。この頃には、大統領候補としても一目置かれはじめた。1996年にはブエノスアイレスの初の民選市長に就任した。
市長時代は慢性的な財産税脱税問題にいち早く取り組んだことで人望を得た。1999年の大統領選では悪化する社会的・経済的問題に加えて、現職のカルロス・メネム大統領の汚職体質や身内に対する背信行為を糾弾し、形勢を優位にしていった。その結果、ライバルのエドゥアルド・ドゥアルデ・ブエノスアイレス州知事を易々と下し当選。同年12月10日に就任した。

### 大統領職
デ・ラ・ルア政権は待ったなしの経済危機問題を引き継いだ。まずは公共事業費と教員給与のカット（関係者はこれに対し、1997年から1999年までブエノスアイレスのコングレソ広場にテントを張って抗議運動を続けていた）とともに、公教育サイト educ.ar を開設。就任当初は高い支持率を享受したものの、連立パートナーとの不和や不況の長期化、汚職対策の失敗、大統領自身のカリスマ性の欠如やぐずぐずした態度は公のイメージを損ねた。7月29日には冠動脈バイパス手術の考案者であるレネ・ファバローロ博士が、連邦政府からの数百万に及ぶ未払い金を苦に自殺し、政権の無能ぶりを世に知らしめた。4月には労働法改正案をめぐる複数のUCR所属上院議員と官僚の贈収賄が明るみに出、アルバレス副大統領の辞職に発展。10月6日の抗議運動でロドルフォ・テラーノ官房長官はじめ3閣僚が追辞職し、政権は窮地に追い込まれた。
ホセ・ルイス・マチネア経済相は緊縮財政措置を講じ、12月に国際通貨基金 (IMF) から380億米ドルの融資を引き出した。しかし景気悪化と削減の失敗で3月5日に引責辞任し、2週間後に後任のリカルド・ロペス・ムルフィーが就いた。2001年3月19日に支持率が18%まで低下した大統領は、1990年代初頭に「アルゼンチンの奇跡」を起こした経済学者のドミンゴ・カバーロを経済相に充てた。これはしかし、デリバティブ市場から絶望的な行為と解され、大量のアルゼンチン国債が空売りされた。これによって、400億米ドル以上の資本が国外に逃避した。

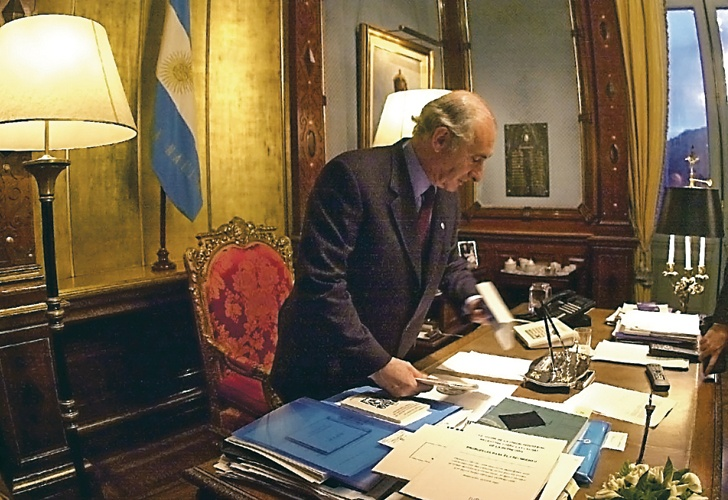
2001年12月21日に辞表を提出するデ・ラ・ルア

全国200万人の公務員給与の13%カットを含む大胆な予算削減も、膨れ上がるアルゼンチン国債のカントリーリスクを抑えることはできなかった。債務支払いコストの増大により、債権者との債務交換が順調に進んでいたにもかかわらず国際市場へのアクセスがさらに制限された。このような情勢のなか、2001年10月の中間選挙で連立与党は過半数を割った。
金融危機と資本逃避の波のなか、カバーロ経済相は12月1日に預金口座の引き出し制限に踏み切った。IMFと米州開発銀行 (IADB) 、世界銀行はこれを受け、4日後に50億米ドルを超す融資の凍結を公表。これが国民の動揺を買い、多くの貧民街で暴動が発生、死者23人を出した。¡Que se vayan todos!（みんな去れ、一人も残るな!）のシュプレヒコールのもと展開された暴動の末、デ・ラ・ルアは大統領職を退いた。

### 後年
辞職後もデ・ラ・ルアは警官隊による暴動の鎮圧や上院の贈収賄事件、2001年の債務交換に関する不正疑惑に関わったかどで多くの告発や訴追を受けた。2007年3月にはクラウディオ・ボナディオ裁判官を殺害したとして起訴されたが、1年後に無罪となった。エンリケ・マトフ安全保障担当相とラモン・メストーレ内務相は2009年4月、5人が死亡した五月広場でのデモ隊の鎮圧が大統領の命によるものだったと証言した。
2019年7月9日、ブエノスアイレスの病院で81歳で死去。